# Omphalea occidentalis
Omphalea occidentalis är en törelväxtart som beskrevs av Jacques Désiré Leandri. Omphalea occidentalis ingår i släktet Omphalea och familjen törelväxter. Inga underarter finns listade i Catalogue of Life.